# Sodno tolmačenje
Sodno tolmačenje je oblika tolmačenja, ki ga izvaja sodno zapriseženi tolmač. Razlika med sodnim prevajanjem in sodnim tolmačenjem je v tem, da gre pri sodnem prevajanju za pisno prevajanje besedil, sodno tolmačenje pa je ustno prevajanje (tolmačenje) govora. Delo zapriseženega sodnega tolmača obsega prevajanje občutljivih pravnih listin (pogodb, pravnih aktov, zakonov, potrdil, pooblastil ipd.), ki morajo ob prevodu prenesti tudi pravno veljavo. Tu govorimo o sodno overjenem prevodu besedil. Druga storitev pa je tolmačenje pri sklepanju pogodb ali izvrševanju upravnih postopkov pred pristojnimi organi, kjer v postopku sodeluje ena ali več tujih strank, ki si izmenjujeta podatke s pomočjo tolmača. Sodni prevajalci kazensko odgovarjajo za vsebino prevedenih dokumentov, saj napačen prevod ali pa le napačno razumevanje vsebine dokumenta lahko povzroči veliko škodo. Na zahtevo sodišča delo sodno zapriseženega prevajalca zajema tolmačenje, torej ustno prevajanje na narokih oziroma pisno prevajanje uradnih listin.

## Položaj sodnih tolmačev
Podobno kot zakonodaja številnih tujih držav tudi slovenski zakon o sodiščih ureja položaj, pravice in dolžnosti skupine oseb, ki niso niti izvoljeni oziroma imenovani sodniki niti niso kot sodno osebje v delovnem razmerju pri sodišču, pa vendar je njihova vloga pri izvajanju sodne oblasti tako pomembna, da jim je na podlagi navedenega zakona podeljen poseben status. V to skupino sodijo poleg sodnih izvedencev in sodnih cenilcev tudi sodni tolmači. Ta navedeni zakon opredeljuje kot osebe, imenovane za neomejeni čas s pravico in z dolžnostjo, da na zahtevo sodišča tolmačijo na narekih oziroma prevajajo listine.
Sodne tolmače imenuje minister za pravosodje izmed oseb, ki izpolnjujejo z zakonom o sodiščih določene pogoje. Oseba, imenovana za sodnega tolmača, lahko začne opravljati delo sodnega tolmača po tem, ko priseže pred ministrom za pravosodje. Področja dela, na katerih se lahko oseba, imenovana za sodnega tolmača, sklicuje na to svojo lastnost, so z zakonom (85. Člen navedenega zakona, Uradni list RS, št. 29/00) omejena na sodne in upravne postopke oziroma na naročila strank v teh postopkih. Za druga področja delovanja mora imeti sodni tolmač dovoljenje predsednika okrožnega sodišča. 

## Znanja in posebnosti dela sodnega tolmača
Za delo sodnega tolmača ni nujno samo obvladovanje maternega in tujega jezika, ampak tudi poznavanje predvsem kazenskega in civilnega prava Republike Slovenije in ustrezne zakonodaje države, katere uradni jezik obvlada, ter seveda široko poznavanje pravne terminologije v obeh jezikih. Poleg tega je treba obvladati terminologijo z drugih področij, kot so medicina, tehnologija in druga, saj se tolmači tudi sodnim cenilcem in izvedencem za različne stroke. Na tekočem morajo biti še z dogajanjem po svetu.
Posebnost sodnega tolmača je, da mora obvladati strokovni in tehnični jezik, narečje, šifrirani jezik ali pa ulični sleng. Poleg tega je, drugače kot pri drugih prevajalcih in tolmačih, za sodišče zaželeno, da obvlada čim več jezikov.
Pri tolmačenju v sodni dvorani je treba upoštevati, da se prevaja v obe smeri. Torej pravilo, ki velja za konferenčne tolmače, in sicer, da prevajajo samo v eno smer, tu ne velja. Tolmač mora biti pozoren na vse, kar daje sodnik v zapisnik. Takrat lahko v mislih preveri, ali je vse pravilno tolmačil, in lahko zaprosi za pripombe.